# Baugewerkschule Höxter

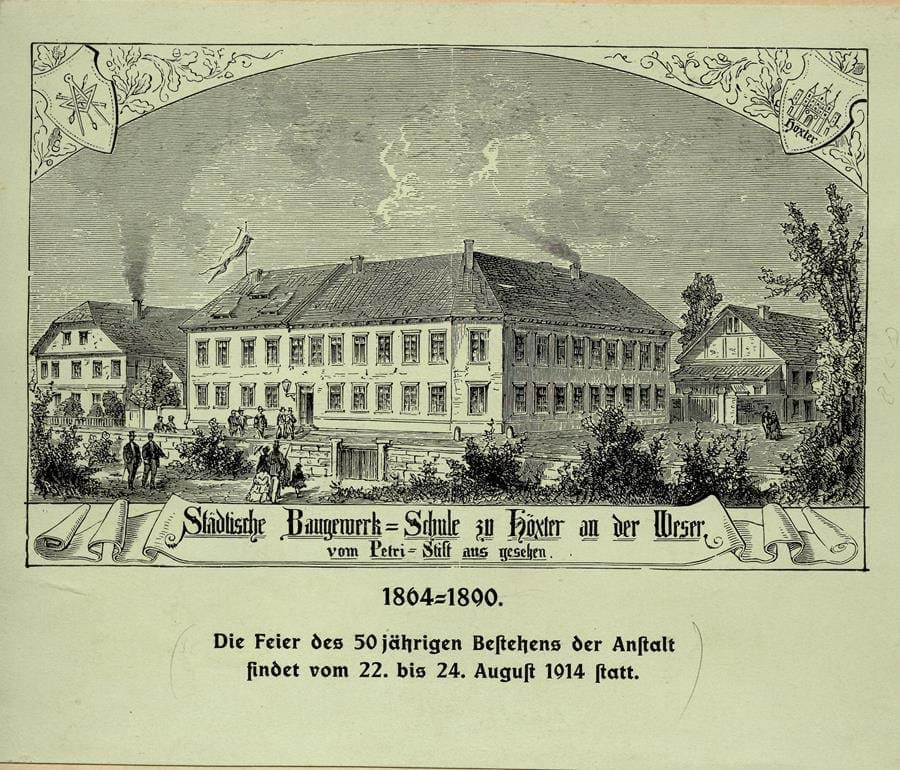
Die Baugewerkschule vor 1890

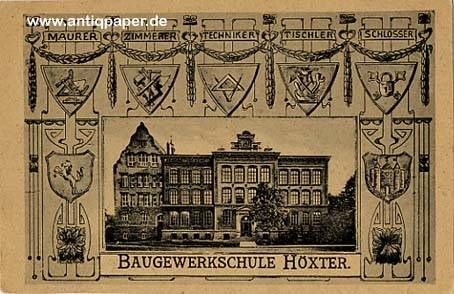
Die Schule um 1920

Die Baugewerkschule Höxter war eine Baugewerkschule, die von 1864 bis 1972 als eigenständige Einrichtung bestand.

## Geschichte
Die Schule wurde durch Initiative des Lehrers und Architekten Karl Möllinger in Höxter gegründet. Damit reagierte er auf den erhöhten Bedarf an bautechnischen Fachkräften. Das Institut eröffnete am 14. November 1864. 94 Einwohner der Stadt Höxter hatten als Bürgen finanzielle Mitverantwortung für die private Lehranstalt übernommen. Die Baugewerkschule Höxter war die erste ihrer Art im damaligen Königreich Preußen.
Am 1. April 1869 ging die Trägerschaft der Schule auf die Stadt Höxter über. Am 1. Oktober 1876 kam die Baugewerkschule unter Aufsicht des preußischen Ministeriums für Handel und Gewerbe. 1885 wurde die Anstalt durch einen Vertrag zwischen dem Königreich Preußen und der Stadt Höxter verstaatlicht und führte nunmehr die Bezeichnung Königlich Preußische Baugewerkschule Höxter. Möllinger war bis 1888, 24 Jahre lang, Leiter und Lehrer seines Institutes. 1890 erfolgte ein Neubau, der 1910 nochmals erweitert wurde.
In den 30er Jahren wird die Schule in „Höhere Technische Lehranstalt für Hoch- und Tiefbau“ und nach dem Zweiten Weltkrieg in „Ingenieurschule für Bauwesen“ umbenannt. Nach Gründung der Gesamthochschule Paderborn im Jahre 1972 wird die Ingenieurschule als Abteilung in die Hochschule integriert. Im Zuge einer Neustrukturierung der Universität Paderborn schied sie Ende 2001 wieder aus und wurde ein Teil der neu gegründeten Technischen Hochschule Ostwestfalen-Lippe.